# Amerikansk havsål
Amerikansk havsål (Conger oceanicus) är en fiskart som först beskrevs av Mitchill, 1818.  Amerikansk havsål ingår i släktet Conger och familjen havsålar. Inga underarter finns listade i Catalogue of Life.
Arten förekommer i västra Atlanten vid Nordamerikas kustlinje från Maine (USA) till Mexikanska golfen. Avskilda populationer hittades vid Sankta Helena och Tristan da Cunha. Amerikansk havsål dyker till ett djup av 475 meter. Den besöker vikar med bräckt vatten. Individerna gömmer sig i håligheter som även används av Lopholatilus chamaeleonticeps. De är nattaktiva och har fiskar och kräftdjur som föda. Äggläggningen sker mellan december och juli.
För beståndet är inga hot kända och hela populationen anses vara stor. IUCN listar arten som livskraftig (LC).